# Horton River
Horton River – rzeka w Kanadzie, w regionach Inuvik i Sahtu na obszarze Terytoriów Północno-Zachodnich oraz w regionie Kitikmeot na terenie Nunavutu. Uchodzi do Morza Beauforta, stanowi zatem część zlewiska Oceanu Arktycznego. Jedynie pierwsze kilka kilometrów od ujścia w górę rzeki znajduje się na terenie Nunavut.

## Przebieg

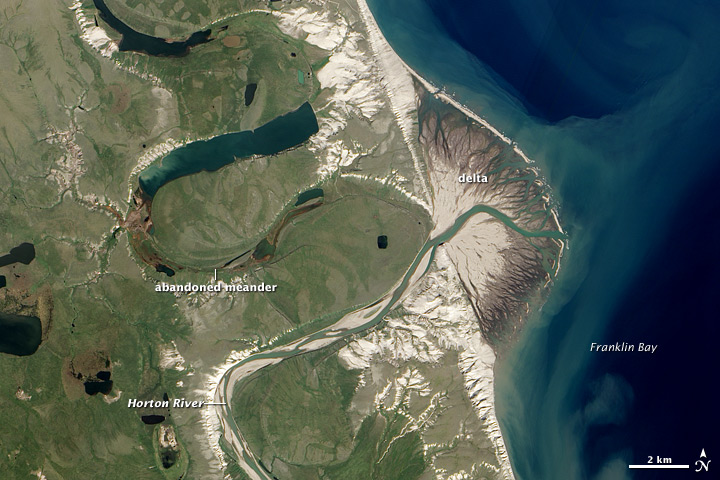
Delta rzeki Horton w 2012

Rzeka ma swój początek w małym jeziorze około 100 km na północny wschód od ramienia Dease Arm Wielkiego Jeziora Niedźwiedziego. Rzeka przepływa przez wzgórza Smoking Hills i dociera do ujścia po wschodniej stronie półwyspu i przylądka Cape Bathurst w zatoce Franklina, będącej częścią zatoki Zatoka Amundsena na morzu Beauforta, tworząc tam małą deltę w odległości 125 km na północny zachód od miejscowości Paulatuk. W przeszłości ujście znajdowało się 100 km dalej na północ w zatoce Harrowby Bay po zachodniej stronie przylądka Cape Bathurst, ale około 1800 jeden z meandrów przebił się do morza.

## Stacja radarowa
Około 8,5 km na północny–zachód od ujścia rzeki znajduje się stacja radarowa krótkiego zasięgu Horton River Short Range Radar Site (BAR-E, znana też jako Malloch Hills. Pierwotnie była to stacja systemu ostrzegawczego Distant Early Warning Line, zamknięta w 1963 roku. Ponownie otwarto ją w 1991 r. jako jedną ze stacji radarowych krótkiego zasięgu w systemie North Warning System.